# Большой Двор
Большой Двор (рос. Большой Двор) — присілок Бокситогорського району Ленінградської області Росії. Входить до складу Анісімовського сільського поселення.
Населення — 25 осіб (2007 рік).